# 变异株
在微生物学和病毒学領域，变异株是指一些已變異的微生物和病毒，這些已變異微生物和病毒在遗传上与原始菌株有些不同，但它們與原始菌株之間的差异不足以讓這些變異病毒成為一個單獨的分型病毒，所以它們一般被稱為原始菌株的亞型微生物或亞型病毒。